# Johann Konrad Krausser
Johann Konrad Krausser (* 31. März 1815 in Nürnberg; † 25. Januar 1873 ebenda) war ein deutscher Bildhauer.

## Ausbildung
Krausser besuchte die Volksschule, ehe er bei einem Drechsler eine Ausbildung begann. Hier wurde seine künstlerische Neigung erkannt und er wurde Schüler bei Carl Alexander Heideloff, bei dem er Zeichenunterricht erhielt und Jacob Daniel Burgschmiet, der ihn in der Kunst des Modellierens unterrichtete. Er lernte zudem bei dem Kupferstecher Albert Christoph Reindel an der Kunstgewerbeschule. Während dieser Zeit begab er sich als Handwerksgeselle auf Wanderschaft und übte das Handwerk des Drechslsers auch ein Jahr nach seiner Rückkehr aus, um seinen Lebensunterhalt zu bestreiten. Von 1837 bis 1839 studierte er bei Ludwig von Schwanthaler an der Akademie der Bildenden Künste in München, danach bis 1841 bei Ernst Hähnel und Ernst Rietschel an der Kunstakademie in Dresden. 1841 machte er sich in Nürnberg selbständig, um unter anderem „zunächst in kleineren Standbildern die 20 berühmtesten Männer seiner Vaterstadt in Erz zu bilden ….“ Durch die Skizzen für die Entwürfe der Denkmäler für Hans Sachs und Martin Beheim wurde er mit einer Bestellung aller 20 Figuren belohnt. Es folgten weitere Aufträge, so sollte er unter anderem lebensgroße Marmorstatuen von Adam und Eva anfertigen, oder einen Springbrunnen und Figuren von Martin Luther oder König Gustav Adolf mit Schwert, Bibel und Dornenkrone in den Händen.

## Werke (Auswahl)
- Nürnberg

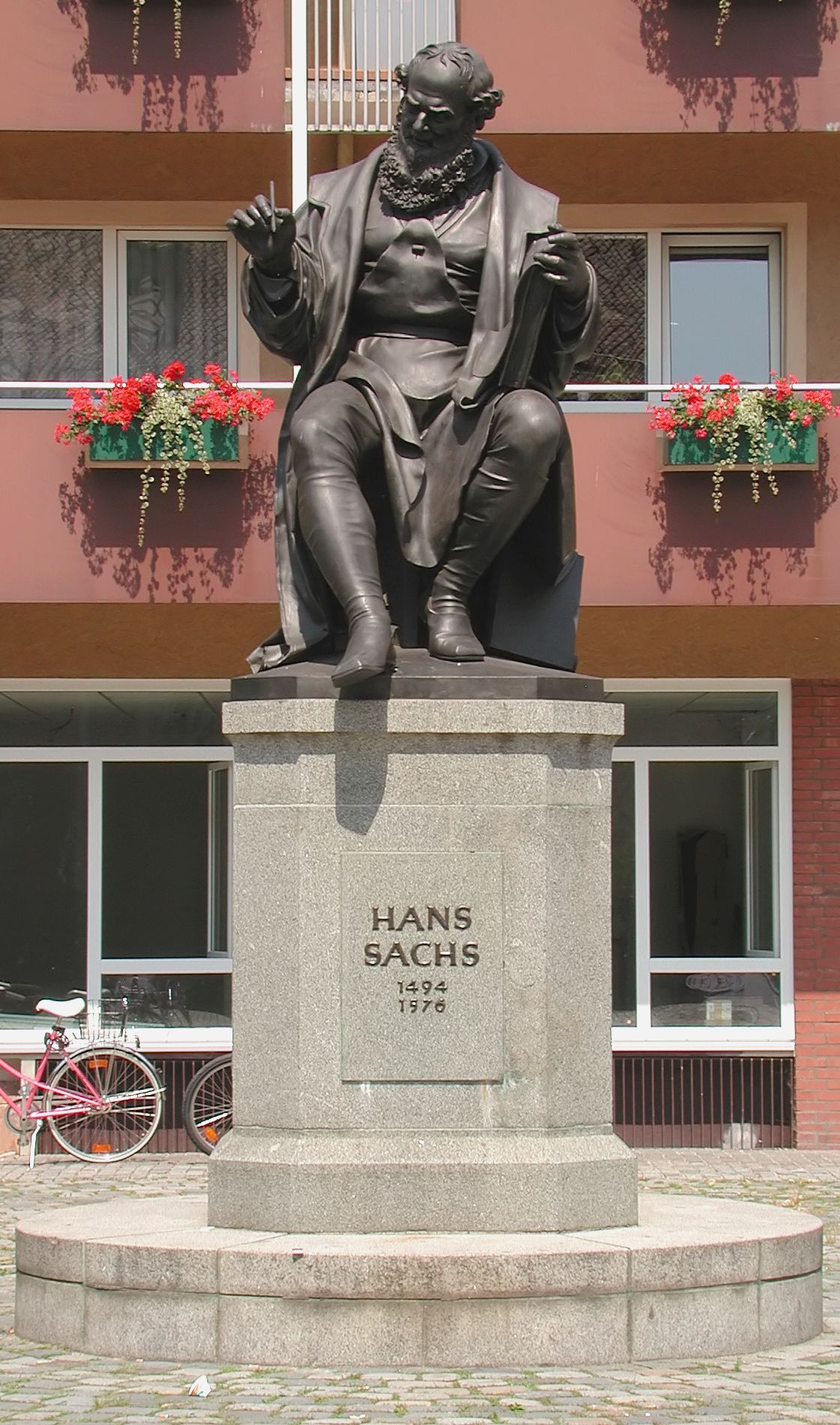
Sein Hauptwerk:
Hans Sachs-Sitzbild
in Nürnberg

  - 20 Bronzestatuetten der berühmtesten Männer Nürnbergs
  - Hans Sachs-Sitzbild (vollendet 1874), auf dem Hans-Sachs-Platz erhalten
  - Grabdenkmäler der Generale Lesuire und von Peetze für den Militärfriedhof
  - Bronzerelief an dem Grabdenkmal von Johann Andreas Börner, auf dem Johannesfriedhof
- Rottweil
Hochaltar im Münster Heilig Kreuz
- Stein bei Nürnberg
Lothar-von-Faber-Denkmal
- Unterleinleiter
Christusstatue für das Seckendorffsche Erbbegräbnis
- Burgfarrnbach
Altar und Kruzifix für das Mausoleum der Grafen von Pückler